# Effacer l’historique
Effacer l’historique (bra: Apagar o Histórico; prt: Apaga o Histórico) é um filme de comédia franco-belga de 2020, coproduzido, escrito e dirigido por Benoît Delépine e Gustave Kervern sobre três pessoas que decidem declarar guerra às grandes empresas de tecnologia após se tornarem vítmas nas redes sociais. O filme foi selecionado para concorrer ao Urso de Ouro na seção de competição principal do 70º Festival Internacional de Cinema de Berlim e venceu o Urso de Prata. No Brasil, foi apresentado pela Bonfilm no Festival Varilux de Cinema Francês 2020.

## Elenco
- Blanche Gardin - Marie
- Denis Podalydès - Bertrand
- Corinne Masiero - Christine
- Vincent Lacoste - sex taper
- Benoît Poelvoorde - entregador
- Bouli Lanners - Dieu
- Vincent Dedienne - agricultor orgânico
- Philippe Rebbot - homem preguiçoso
- Michel Houellebecq - cliente suicida
- Clémentine Peyricot - Cathya
- Lucas Mondher - Sylvain
- Jackie Berroyer - vizinho exigente
- Denis O'Hare americano milionário

## Recepção
Na França, o filme tem uma média de 4/5 no AlloCiné a partir de 31 resenhas da imprensa. No agregador de críticas Rotten Tomatoes, que categoriza as opiniões apenas como positivas ou negativas, o filme tem um índice de aprovação de 80% calculado com base em 5 comentários dos críticos.